# Cartagena de Indias
Cartagena de Indias (špa. "Cartagena zapadne Indije") ili samo Cartagena je glavni i najveći grad departmana Bolivar na Karipskoj obali Kolumbije. Grad je prema popisu iz 2005. godine imao 892.545 stanovnika, po čemu je bio peti grad u Kolumbiji. 
Španjolci su osnovali grad 1. lipnja 1533. godine i nazvali ga prema lučkom gradu Cartagena u Murciji (Španjolska). Od tada je grad imao ključnu ulogu u razvoju cijelog područja tijekom ranog kolonijalnog doba (1533. – 1717.) i bio je političko i gospodarsko središte za vrijeme Podkraljevstva Nova Granada (1717. – 1819.). Luka, utvrde i skupine spomenika Cartagene su upisani na UNESCO-ov popis mjesta svjetske baštine u Amerikama još 1980. godine kao "predivni španjolski kolonijalni iz 16. – 18. stoljeća koji je sačuvao najveći i najpotpuniji sustav utvrda u Novom svijetu".
Grad je također gospodarsko središte Kariba, a zbog ljetovališta uz obalu i bogate kulturne baštine, veliko turističko odredište. 

## Povijest
Zaljev koji je danas u središtu grada su još od 4000. pr. Kr. naseljavale različite kulture indijanaca (tzv. kultura Puerto Hormiga). Dana 1. lipnja 1533. godine Madrileño Don Pedro de Heredia je osnovao Cartagenu de Indias na obalnom malenom otočju u Karibima. Smješten u zaljevu Darien, 100 km zapadno od ušća Rio Magdalena, Cartagena je iskoristila prednosti svog smještaja s nizom otočića odsječenih od kontinenta uskim prolazima i nizom uvala koje su nudile dobra sidrišta, te uskim kanalima koji su predstavljali odličnu prirodnu obranu. Sljedeće stoljeće je Cartagena bila mjesto gdje se skupljalo sve ukradeno blago južnoameričkih Indijanaca prije nego što je bilo transportirano u Španjolsku. Cartagena se obogatila i izgrađene su mnoge palače, vrtovi, samostani i crkve, u mješavini katalonskih i andaluzijskih stilova.
Grad se oduvijek smatrao ključnim kao luka za ulazak u Ande, te su ga više puta opsjedali francuski i engleski pirati. God. 1586., najpoznatiji vojni inženjer španjolske krune, Bautista Antonelli, zadužen je za utvrđivanje grada. Njegov rad je konačno dovršen u 17. stoljeću, čime je Cartagena postala neosvojiva utvrda koja je uspješno odupirala napadima sve do 1697. godine. Od 6. do 24. svibnja 1697., francuska ekspedicija flote iz Bresta, na čelu s admiralom Jean-Bernardom, zajedno s piratima s Hispaniole koje je vodio Jean-Baptiste du Casse, opljačkali su Cartagenu. Njihov plijen se procjenjivao na između 10 i 20 milijuna livri.
U 17. i 18. stoljeću grad je bio središte trgovine robovima. U 18. stoljeću dodane su nove utvrde i malo po malo gradom su dominirale utvrde: San Matias na ulazu u prolaz Bocagrande, toranj San Felipe del Boqueron koji je kontrolirao zaljev Bahia de las Animas, te utvrde San Luis, San Jose i San Fernando u Bocachici, San Rafael i Santa Barbara u Pochachici (jugozapadni prolaz), Santa Cruz, San Juan de Manzanillo i San Sebasi de Pastellilo oko unutrašnjosti Bahie, te San Felipe de Barajas na litici koja je dominirala gradom na istoku i zaštićenim pristupom tjesnacu Cebrero. Stari grad okružen zidinama se smatrao za najbolje zaštićeni grad u Južnoj Americi. Od ožujka do svibnja 1741., snage britanskog admirala Edwarda Vernona od oko 23.600 muškaraca i 186 brodova, opsjedale su grad ali nisu mogle slomiti odvažni otpor branitelja grada kojih je bilo tek oko 6.000 i koji su imali tek 6 brodova.
Cartagena de Indias zauzima posebno mjesto u povijesti zemlje. Naime, grad je bio mjesto prve pobune koja je naposljetku dovela do neovisnosti Kolumbije 1819. godine. God. 1811., Cartagena de Indias je bio prvi grad potkralja Nove Granade koji je proglasio neovisnost. Danas mnogo Kolumbijaca hrle posjetiti grad koji je kolijevka njihove države i samo 2010. godine ga je posjetilo oko dva milijuna posjetitelja.

## Znamenitosti
Zaštićen snažnim sustavom fortifikacija grad je nastavio rasti u 18. i 19. stoljeću. Kolonijalni plan iz 16. stoljeća prikazuje strog sustav prostornog uređenja podijeljen u tri četvrti koje odgovaraju društvenoj podjeli: San Pedro, San Diego i Gethsemani.
Stari grad čuva sve čari kolonijalnog razdoblja sa svojim uskim ulicama uokvirenim zgradama s lijepim vratima i istaknutim balkonima. Ulaz Puerta del Reloj je bio glavni prolaz kroz gradske zidine od kojega se pristupa na trg Plaza de los Coches gdje se nalzilo trgovište robovima. Četvrt San Pedro, gdje su boravili plemići i uglednici grada, još uvijek čuva spomenike visoke kvalitete kao što su Katedrala (1575. – 1612.), crkva i samostan San Pedro Claver, Crkva sv. Dominika (Santo Domingo) i zgrade koje su nekoć pripadale samostanu San Diego. U palači Inkvizicije, lijepoj zgradi s veličanstvenim unutarnjim vratima u baroknom stilu, Sud Svetog ureda osuđivao je čarobnjaštvo i heretičku djelatnost. Danas je ova kuća povijesni i arheološki muzej, Palača Vlade i dom Marquia de Valdehoyos.
Četvrt San Diego na sjeveroistoku je bilo mjesto gdje su živjeli trgovci i obrtnici srednje klase, dok se na jugozapadu, na malom otoku koji se polako postao priključen na kopnu, nalazi četvrt Gethsemani u kojemu je živio obični puk. Na sjevernom dijelu utvrđenog grada se nalazi trg Plaza de los Coches gdje su bile stacionirane trupe iz kolonijalnog razdoblja i pod čijim je trijemovima bilo pohranjeno streljivo i vojna oprema. Izvan zidina nalazi se samostan Monasterio de la Popa, sagrađen na vrhu brežuljka koji dominira cijelim gradom.
- Panorama luke Cartagena noću
- Utvrda San Felipe de Barajas
- Glavni ulaz u grad, Puerta del Reloj
- Spomenik odmetnutom robu Benkosu Biohu
- Spomenik indijanki Catalini

## Gradovi prijatelji
Grad Cartagena de Indias je zbratimljen sa 17 sljedećih gradova:
| - Cádiz, Španjolska - Cartagena, Španjolska - Coral Gables, SAD - Les Cayes, Haiti - Napulj, Italija - Magangué, Kolumbija | - Manila, Filipini - Matera, Italija - Riohacha, Kolumbija - San Agustín, SAD - San Basilio de Palenque, Kolumbija - San Cristóbal de La Laguna, Španjolska | - San Francisco de Campeche, Meksiko - Santiago de Cuba, Kuba - Sevilla, Španjolska - Veracruz, Meksiko - Viña del Mar, Čile |

## Vanjske poveznice
- Službena stranica grada iz 2006.
- Cartagena, Colombia
- Službena stranica gradskog vijeća (šp.)
- Turistički ured grada Cartagena de Indias (šp.)